# 小行星9429
小行星9429（英語：9429 Porec）是一颗围绕太阳公转的小行星。1996年3月14日，Vi?njan Observatory在伊斯特拉发现了此天体。
这颗小行星的绝对星等为18.14157等。